# Baronía de San Juan del Castillo
La baronía de San Juan del Castillo fue un título nobiliario español creado en 1646 por el rey Felipe IV de España que, previa facultad real, creó este vínculo con Jerónimo Antonio de la Torre y Pardos.

## Barones de San Juan del Castillo
|                        | Titular                                              | Periodo                | Casa                   |
| Creación por Felipe IV | Creación por Felipe IV                               | Creación por Felipe IV | Creación por Felipe IV |
| ---------------------- | ---------------------------------------------------- | ---------------------- | ---------------------- |
| I                      | Jerónimo Antonio de la Torre y Pardos                | 1646-1663              | Casa de la Torre       |
| II                     | Bernarda de la Torre y Pérez de Pomar                | 1663-1694              | Casa de la Torre       |
| III                    | Victoria Bernarda de los Reyes Contreras de la Torre | 1694-1729              | Casa de la Torre       |
| IV                     | Fernando de Sada y Contreras                         | 1729-1767              | Casa de Sada           |
| V                      | Fernando de Sada y Bermúdez de Castro                | 1767-1806              | Casa de Sada           |
| VI                     | Manuel de Sada y Bermúdez de Castro                  | 1806-1827              | Casa de Sada           |
| VII                    | Fernando de Sada y Montaner                          | 1827-1861              | Casa de Sada           |
| VIII                   | Eduardo de Sada y López-Lisperguer                   | 1861-1899              | Casa de Sada           |

## Historia de los barones de San Juan del Castillo
- Jerónimo Antonio de la Torre y Pardos ( ¿?-1663), I barón de San Juan del Castillo.

Casado con Bernarda Pérez de Pomar. Le sucedió su hija.
- Bernarda de la Torre y Pérez de Pomar (1656-1694), II baronesa de San Juan del Castillo.

Casada con Antonio Manuel de Contreras y Villarroel (1643-1690). II conde de Cobatillas, caballero de la Orden de Calatrava, regidor de Segovia y miembro de la Cofradía del Moyo en la parroquia de San Martín de Segovia. Le sucedió su hija.
- Victoria Bernarda de los Reyes Contreras de la Torre (1684-1749), III baronesa de San Juan del Castillo y III condesa de Cobatillas.

Casada con Fernando de Sada y Antillón (1671-1729), I marqués de Campo Real. Le sucedió su hijo.
- Fernando de Sada y Contreras (1704-1767). IV Barón de San Juan del Castillo, IV conde de Cobatillas, II marqués de Campo Real, regidor de Segovia y mayordomo de la Cofradía de la Santa Fe de Zaragoza.

Casado con María Ignacia Bermúdez de Castro y Azlor. Le sucedió su hijo.
- Fernando de Sada Bermúdez de Castro (1732-1806). V barón de San Juan del Castillo, V conde de Cobatillas, III marqués de Campo Real, grande de España, comendador de la Orden de Santiago, mariscal de Campo, [[gentilhombre de cámara con ejercicio|] y regidor de Segovia.

Casado con Josefa Crespí de Valldaura y Aguilera (m. 1803), IV marquesa de Peñafuente, dama de la Orden de  María Luisa. Sin sucesión, le sucedió su hermano.
- Manuel de Sada y Bermúdez de Castro (1738-1827), VI barón de San Juan del Castillo, VI conde de Cobatillas, IV marqués de Campo Real, grande de España y caballero de la Orden de San Juan de Jerusalén.

Casado con Manuela de Negrete y Adorno (m. 1841), hija del II conde de Campo de Alange. Sin sucesión directa, le sucedió su sobrino.
- Fernando de Sada y Montaner (1791-1861). VII barón de San Juan del Castillo y VII conde de Cobatillas, V marqués de Campo Real, grande de España, mariscal de Campo condecorado con la Gran Cruz de la Orden de San Hermenegildo, gentilhombre de cámara con ejercicio]], ministro del Tribunal Supremo y consejero del Supremo de Guerra y Marina.

Casado con Evarista López-Lisperguer. Le sucedió su hijo.
- Eduardo de Sada y López-Lisperguer (m. 1899). VIII barón de San Juan del Castillo, VIII conde de Cobatillas, VI marqués de Campo Real, grande de España, capitán condecorado con dos Cruces de 1.ª clase de la Orden de San Fernando, comendador de la Orden de Carlos III y gentilhombre de cámara con ejercicio.

Casado con María del Carmen Torrijos y Vinuesa, sobrina del general Torrijos. Sin sucesión.

## Árbol genealógico
|                                                                                    |                                                                                    |                                                                                    |                                                                                    |                                                                                    |                                                                                    |  |  | Jerónimo Antonio de la Torre y Pardos I barón de San Juan del Castillo († 1663)                        |                                                                                   |                                                                                   |                                                                                   |                                                                                   |                                                                                   |  |  |                                                                                    |                                           |                                           |                                           |                                           |                                           |  |  |  |  |  |  |  |  |  |  |  |  |  |  |  |  |
|                                                                                    |                                                                                    |                                                                                    |                                                                                    |                                                                                    |                                                                                    |  |  | |                                                                                   |                                                                                   |                                                                                   |                                                                                   |                                                                                   |  |  |                                                                                    |                                           |                                           |                                           |                                           |                                           |  |  |  |  |  |  |  |  |  |  |  |  |  |  |  |  |
|                                                                                    |                                                                                    |                                                                                    |                                                                                    |                                                                                    |                                                                                    |  |  | Bernarda de la Torre y Pérez de Pomar II baronesa de San Juan del Castillo (1656-1694)                 |                                                                                   |                                                                                   |                                                                                   |                                                                                   |                                                                                   |  |  |                                                                                    |                                           |                                           |                                           |                                           |                                           |  |  |  |  |  |  |  |  |  |  |  |  |  |  |  |  |
|                                                                                    |                                                                                    |                                                                                    |                                                                                    |                                                                                    |                                                                                    |  |  | |                                                                                   |                                                                                   |                                                                                   |                                                                                   |                                                                                   |  |  |                                                                                    |                                           |                                           |                                           |                                           |                                           |  |  |  |  |  |  |  |  |  |  |  |  |  |  |  |  |
|                                                                                    |                                                                                    |                                                                                    |                                                                                    |                                                                                    |                                                                                    |  |  | Victoria Bernarda de los Reyes Contreras de la Torre III baronesa de San Juan del Castillo (1684-1729) |                                                                                   |                                                                                   |                                                                                   |                                                                                   |                                                                                   |  |  |                                                                                    |                                           |                                           |                                           |                                           |                                           |  |  |  |  |  |  |  |  |  |  |  |  |  |  |  |  |
|                                                                                    |                                                                                    |                                                                                    |                                                                                    |                                                                                    |                                                                                    |  |  | |                                                                                   |                                                                                   |                                                                                   |                                                                                   |                                                                                   |  |  |                                                                                    |                                           |                                           |                                           |                                           |                                           |  |  |  |  |  |  |  |  |  |  |  |  |  |  |  |  |
|                                                                                    |                                                                                    |                                                                                    |                                                                                    |                                                                                    |                                                                                    |  |  | |                                                                                   |                                                                                   |                                                                                   |                                                                                   |                                                                                   |  |  |                                                                                    |                                           |                                           |                                           |                                           |                                           |  |  |  |  |  |  |  |  |  |  |  |  |  |  |  |  |
|                                                                                    |                                                                                    |                                                                                    |                                                                                    |                                                                                    |                                                                                    |  |  | Fernando de Sada y Contreras IV barón de San Juan del Castillo (1704-1767)                             | Fernando de Sada y Contreras IV barón de San Juan del Castillo (1704-1767)        | Fernando de Sada y Contreras IV barón de San Juan del Castillo (1704-1767)        | Fernando de Sada y Contreras IV barón de San Juan del Castillo (1704-1767)        | Fernando de Sada y Contreras IV barón de San Juan del Castillo (1704-1767)        | Fernando de Sada y Contreras IV barón de San Juan del Castillo (1704-1767)        |  |  | Juan José de Sada y Contreras ( ¿? - ¿? )                                          | Juan José de Sada y Contreras ( ¿? - ¿? ) | Juan José de Sada y Contreras ( ¿? - ¿? ) | Juan José de Sada y Contreras ( ¿? - ¿? ) | Juan José de Sada y Contreras ( ¿? - ¿? ) | Juan José de Sada y Contreras ( ¿? - ¿? ) |  |  |  |  |  |  |  |  |  |  |  |  |  |  |  |  |
|                                                                                    |                                                                                    |                                                                                    |                                                                                    |                                                                                    |                                                                                    |  |  | Fernando de Sada y Contreras IV barón de San Juan del Castillo (1704-1767)                             | Fernando de Sada y Contreras IV barón de San Juan del Castillo (1704-1767)        | Fernando de Sada y Contreras IV barón de San Juan del Castillo (1704-1767)        | Fernando de Sada y Contreras IV barón de San Juan del Castillo (1704-1767)        | Fernando de Sada y Contreras IV barón de San Juan del Castillo (1704-1767)        | Fernando de Sada y Contreras IV barón de San Juan del Castillo (1704-1767)        |  |  | Juan José de Sada y Contreras ( ¿? - ¿? )                                          | Juan José de Sada y Contreras ( ¿? - ¿? ) | Juan José de Sada y Contreras ( ¿? - ¿? ) | Juan José de Sada y Contreras ( ¿? - ¿? ) | Juan José de Sada y Contreras ( ¿? - ¿? ) | Juan José de Sada y Contreras ( ¿? - ¿? ) |  |  |  |  |  |  |  |  |  |  |  |  |  |  |  |  |
|                                                                                    |                                                                                    |                                                                                    |                                                                                    |                                                                                    |                                                                                    |  |  | |                                                                                   |                                                                                   |                                                                                   |                                                                                   |                                                                                   |  |  |                                                                                    |                                           |                                           |                                           |                                           |                                           |  |  |  |  |  |  |  |  |  |  |  |  |  |  |  |  |
| Fernando de Sada y Bermúdez de Castro V barón de San Juan del Castillo (1732-1806) | Fernando de Sada y Bermúdez de Castro V barón de San Juan del Castillo (1732-1806) | Fernando de Sada y Bermúdez de Castro V barón de San Juan del Castillo (1732-1806) | Fernando de Sada y Bermúdez de Castro V barón de San Juan del Castillo (1732-1806) | Fernando de Sada y Bermúdez de Castro V barón de San Juan del Castillo (1732-1806) | Fernando de Sada y Bermúdez de Castro V barón de San Juan del Castillo (1732-1806) |  |  | Manuel de Sada y Bermúdez de Castro VI barón de San Juan del Castillo (1738-1827)                      | Manuel de Sada y Bermúdez de Castro VI barón de San Juan del Castillo (1738-1827) | Manuel de Sada y Bermúdez de Castro VI barón de San Juan del Castillo (1738-1827) | Manuel de Sada y Bermúdez de Castro VI barón de San Juan del Castillo (1738-1827) | Manuel de Sada y Bermúdez de Castro VI barón de San Juan del Castillo (1738-1827) | Manuel de Sada y Bermúdez de Castro VI barón de San Juan del Castillo (1738-1827) |  |  | Fernando de Sada y Montaner ( ¿? - ¿? )                                            | Fernando de Sada y Montaner ( ¿? - ¿? )   | Fernando de Sada y Montaner ( ¿? - ¿? )   | Fernando de Sada y Montaner ( ¿? - ¿? )   | Fernando de Sada y Montaner ( ¿? - ¿? )   | Fernando de Sada y Montaner ( ¿? - ¿? )   |  |  |  |  |  |  |  |  |  |  |  |  |  |  |  |  |
| Fernando de Sada y Bermúdez de Castro V barón de San Juan del Castillo (1732-1806) | Fernando de Sada y Bermúdez de Castro V barón de San Juan del Castillo (1732-1806) | Fernando de Sada y Bermúdez de Castro V barón de San Juan del Castillo (1732-1806) | Fernando de Sada y Bermúdez de Castro V barón de San Juan del Castillo (1732-1806) | Fernando de Sada y Bermúdez de Castro V barón de San Juan del Castillo (1732-1806) | Fernando de Sada y Bermúdez de Castro V barón de San Juan del Castillo (1732-1806) |  |  | Manuel de Sada y Bermúdez de Castro VI barón de San Juan del Castillo (1738-1827)                      | Manuel de Sada y Bermúdez de Castro VI barón de San Juan del Castillo (1738-1827) | Manuel de Sada y Bermúdez de Castro VI barón de San Juan del Castillo (1738-1827) | Manuel de Sada y Bermúdez de Castro VI barón de San Juan del Castillo (1738-1827) | Manuel de Sada y Bermúdez de Castro VI barón de San Juan del Castillo (1738-1827) | Manuel de Sada y Bermúdez de Castro VI barón de San Juan del Castillo (1738-1827) |  |  | Fernando de Sada y Montaner ( ¿? - ¿? )                                            | Fernando de Sada y Montaner ( ¿? - ¿? )   | Fernando de Sada y Montaner ( ¿? - ¿? )   | Fernando de Sada y Montaner ( ¿? - ¿? )   | Fernando de Sada y Montaner ( ¿? - ¿? )   | Fernando de Sada y Montaner ( ¿? - ¿? )   |  |  |  |  |  |  |  |  |  |  |  |  |  |  |  |  |
|                                                                                    |                                                                                    |                                                                                    |                                                                                    |                                                                                    |                                                                                    |  |  | |                                                                                   |                                                                                   |                                                                                   |                                                                                   |                                                                                   |  |  | Fernando de Sada y Montaner VII barón de San Juan del Castillo (1791-1861)         |                                           |                                           |                                           |                                           |                                           |  |  |  |  |  |  |  |  |  |  |  |  |  |  |  |  |
|                                                                                    |                                                                                    |                                                                                    |                                                                                    |                                                                                    |                                                                                    |  |  | |                                                                                   |                                                                                   |                                                                                   |                                                                                   |                                                                                   |  |  |                                                                                    |                                           |                                           |                                           |                                           |                                           |  |  |  |  |  |  |  |  |  |  |  |  |  |  |  |  |
|                                                                                    |                                                                                    |                                                                                    |                                                                                    |                                                                                    |                                                                                    |  |  | |                                                                                   |                                                                                   |                                                                                   |                                                                                   |                                                                                   |  |  | Eduardo de Sada y López-Lisperguer VIII barón de San Juan del Castillo ( ¿? -1899) |                                           |                                           |                                           |                                           |                                           |  |  |  |  |  |  |  |  |  |  |  |  |  |  |  |  |